# Mark Iossifovitch Graïev
Mark Iossifovitch Graïev (en russe : Марк Иосифович Граев, né le 21 novembre 1922 à Moscou et mort le 22 avril 2017) est un mathématicien russe. Il est principalement connu pour la représentation de Gelfand-Graev (en), qui porte son nom et celui de son coauteur.

## Formation et carrière
Graïev obtient son doctorat en 1947 de l'université d'État Lomonossov de Moscou avec une thèse intitulée Groupes topologiques libres sous la direction d'Alexander Kurosh. Graïev devient professeur à l'Institut de recherche scientifique sur le développement des systèmes (en) de l'Académie des sciences russe et à l'Institut Keldysh de mathématiques appliquées de l'Académie.
Il est membre du cercle moscovite d'Israel Gelfand, avec qui il écrit plusieurs livres. Graïev est le coauteur avec Gelfand et Naum Ya. Vilenkin du volume 5 (Integral Geometry and Representation Theory) et le coauteur avec Gelfand et Ilya Piatetski-Shapiro du volume 6 (Representation Theory and Automorphic Functions) de la série de monographies en six volumes Generalized Functions. En 1966, Graev est conférencier invité au congrès international des mathématiciens à Moscou. Son exposé, « Théorie des représentations des groupes », est un travail conjoint avec Alexandre Kirillov.